# Rzemlik kropkowany
Rzemlik kropkowany (rzemlik wiązowiec, Saperda punctata) – rzadki gatunek chrząszcza z rodziny kózkowatych. Rozwija się na wiązach. Występuje w środkowej i południowej Europie, północnej Afryce, na Kaukazie i Zakaukaziu.